# Мар Абас Катина
Мар Абас Катина (арм. Մար Աբաս Կատինա) или Мараб(а) Мцурнский (Մարաբ(ա) Մծուրնացի) — предположительно древнесирийский (или древнеармянский) историк. Автор труда, ставшего основным источником почти для всей первой книги и 9 глав второй книги «Истории Армении» Мовсеса Хоренаци.
Имя «Мар Абас Катина» — сирийское по происхождению, что косвенно подтверждает указание Мовсеса, что он был сирийцем.
Время жизни точно не установлено, предположительно жил во второй половине II века или в конце III — начале IV веков. Был секретарь царя Вагаршака ІІ. Помещение Мовсесом Мар Абаса во II век до н. э. видимо является анахронизмом по ряду причин, основная — частица «Мар» (сир. ܡܪܝ) в имени Абаса, являющаяся христианским почетным титулом, используемым для епископов и святых, и означающая по-сирийски буквально «мой владыка», «мой господин»..
В конце XIX века некоторые исследователи сомневались в существовании Мар Абаса, считая его мистификацией Мовсеса Хоренаци, что неверно. Кроме Мовсеса, труд Мар Абаса использовал в VI в. Прокопий Кесарийский, а под именем Марабы Мцурнского его также упоминает анонимный автор «Начальной истории», которая сохранилась до наших дней в виде вводной части к труду историка Себеоса (VII век). Армянские историографы высказали мнение, что и авторство самой «Начальной истории» принадлежит Мар Абасу.
Согласно мнению А. А. Саакяна, Мцурк Таронской области являлся первой столицей аршакидской Армении со второй половины I века до конца II века. Сведения о столице Мцбин, зафиксированные Хоренаци, следует отнести к Мцурну. Жителем Мцурна был Мараб, автор первой «Армянской истории», который создал свой труд по заказу царского двора при правлении Вагарша II. Мцурк упоминается не только у Павстоса и Себеоса, но и в эпосе «Сасна Црер»: в названии соседнего с Сасуном города Мсер и имени антигероя Мсра-Мелика.
В «Истории Армении» Мар Абас часто упоминается как «летописец», «повествователь» или просто посредством слов «говорит», «рассказывает» и т. п..
Труд Мар Абаса Катины, как указывает Мовсес Хоренаци, был написан на греческом языке, а ныне утрачен.